# Bate Folha (Rio de Janeiro)
Kupapa Unsaba (Bate-folha Rio de Janeiro) é um terreiro de candomblé localizado no Rio de Janeiro, é uma ramificação do Terreiro Bate Folha de Salvador, Bahia.

## História
A comunidade do Bate Folha, fundado no início do século XX no bairro de Mata Escura, em Salvador (BA), onde existe até hoje, por Manoel Bernardino da Paixão - o Tat'etu Ampumandezu -, e instalado no Rio de Janeiro há 70 anos.
Iniciado no candomblé por Ampumandezu, em 4 de dezembro de 1929, e membro da comunidade do Bate Folha baiano, João Correia de Mello, o Tatetu Lessengue, mais conhecido como Joao Lessengue, ruma para o Rio de Janeiro, na década de 1930, querendo conhecer a cidade, e decide ficar.
Ao chegar, Lessengue foi morar na Rua Navarro, no Catumbi, havendo trazido em sua companhia alguns irmãos de santo, dentre os quais, se destaca por sua atuação Mãe Ingucui, componente do terceiro barco de Bernardino. Ingucui seria então o braço direito de Joao Lessengue na sua nova empreitada no Rio de Janeiro. Aqui, João Lessengue conheceu outras pessoas de santo em sua maioria oriunda da Bahia, passando então a participar dos rituais das diversas casas de candomblé já existentes na cidade.
Diversas personalidades importantes do candomblé faziam parte de seu círculo de amizades, como Ebomi Dila, Mãe Agripina do Opô Afonjá, Mãe Teté da Casa Branca, Mãe Bida de Iemanjá do Gantois, Joana Cruz, Joana Obassi, Mãe Andreza, Guiomar de Ogum, Mãe Damiana, Tata Fomotinho, Vicente Bancolê, Ciriaco, América, Adalgisa, Marieta, Tia Marota, Obaladê, Nair de Oxalá, Marina de Oçânhim, Nino de Ogum, Mundinho de Formigas, Otávio da Ilha Amarela, Ogã Caboclo, Álvaro do Pé-Grande, Mãe Teodora de Iemanjá, etc.
Em 1938, Lessengue comprou um terreno com aproximadamente 5.000 metros quadrados, no bairro Anchieta, fundando ali, o Bate-Folha do Rio de Janeiro (Kupapa Unsaba),preservando, em pleno subúrbio, a língua quimbundo e os ritos de origem banta..
Ao longo dos anos João Lessengue tirou doze barcos, sendo o primeiro em 26 de novembro de 1944, e o último em 8 de novembro de 1969.
No dia 29 de setembro de 1970, às 23:40 h., morre João Lessengue, o senhor do Bonfim de Anchieta.
Após o falecimento de Tata Lessengue em 1970, a roça atravessou dois anos luto.

## O fim do luto
Foi somente em 1972, em ocasião de Luvalu (cerimônia de sucessão), que o Bate-Folha do Rio de janeiro reabriu, sendo ali investida no cargo como Mameturiá Inquice (sacerdote chefe), sua sobrinha e filha de santo, Mabeji - Floripes Correia da Silva Gomes), tornando-se, herdeira de seu tio Lessengue em todo o sentido da palavra.

## Mametu Mabeji
Baiana do bairro da Liberdade, chegou ao Rio de Janeiro aos 10 anos e aos 11anos, já é iniciada no Bate-Folha para residir com o Sr. João Lessengue em 19 de outubro de 1946 e, iniciou-se no candomblé em 20 de abril de 1947. A partir desta data, Mabeji começa a fazer parte da história do Bate-Folha.
Por volta dos anos 50, em companhia de um índio Irapuru, chega ao Bate-Folha o Sr. José Milagres. Com o passar do tempo, Milagres casa-se com Mabeji e posteriormente, se confirma na casa como Pocó, passando então a ser conhecido como Tata Inguzu ua Zambi, era a sua dijina. O Terreiro Bate Folha continua hoje sob a direção de Mam'etu Mabeji.

## Preservação e tradição
Símbolo da preservação do candomblé banto, o Bate Folha é um espaço de convivência entre as diferentes nações das religiões de matriz africana no Rio de Janeiro, tendo sido frequentado por figuras religiosas importantes das nações Queto e Jeje, como Nino d'Ogum, Iá Davina, Dila de Omolu, Mãe Meninazinha d'Oxum e Tata Fomutinho.
Tradições do povo banto encontram refúgio no Bate Folha
As origens da tradição banta mantida pelo Bate Folha, remontam à histórica figura de Manoel Bernardino da Paixão, iniciado no candomblé em 1900, na Bahia, por um legítimo sacerdote muxicongo (nascido no Congo). A conclusão de suas obrigações foi realizada por Maria Neném - a Mametu Tuenda Zambi.
A preservação do quimbundo nos cultos, uma das missões de Mabeji, é, para ela, um dever. Mabeji se lembra do tio, João Lessengue, como um "estudioso da língua e da cultura".
Os bantos são povos africanos que falam um conjunto de línguas, entre elas o quimbundo, com a mesma raiz. Em geral, chegaram ao Brasil como escravos, vindos de Angola, Congo e Moçambique.

## Cd Bate Folha Cantigas de Angola
Em 2005, o Bate Folha lançou o disco cantigas de Angola, produzido pela Fundação Universidade de Brasília e pela Secretaria Especial de Políticas de Promoção da Igualdade Racial (SEPPIR), com o apoio do Museu da República e da Fundação Cultural Palmares, do Ministério da Cultura.
Neste CD, por meio da voz e da sensibilidade de Mametu Mabeji, os inquices (deuses) contam suas histórias e nos convidam a dançar em forma de oração. São músicas da cultura bantu, que tem origem na Angola e no Congo. Na voz da filha de Unsumbo estão presentes os seus e os nossos ancestrais.
Se depender da disposição de Mabeji, contudo, não serão seus netos que verão o fim da cultura centenária que ela carrega no sangue. Cantigas de Angola, o primeiro registro sonoro dos cantos da comunidade Bate Folha, reúne, em suas 46 faixas, preces destinadas a cada um dos 15 inquices. Todas as cantigas para os inquices, deuses similares aos orixás da nação Queto, são entoadas em quimbundo, língua de origem angolana pertencente ao conjunto banto, do qual surgiram diversas línguas do centro-sul da África. Tendo aprendido a língua com familiares praticantes do candomblé banto, Mabeji se dedica agora, aos 76 anos, 65 deles vividos desde sua iniciação na religião, a preservar a memória cultural de seus antepassados. Ela faz questão de realizar os cultos do Bate Folha na língua ancestral.

## 2012
Festas no Bate-Folha vêm ocorrendo até os dias atuais. Mam'etu Mabeji colocou seu 13ª barco no dia 10 de janeiro de 2009. E, também, em 2012, aos seus 76 anos de idade ela completará seus 65 anos de iniciação, no dia 20 de abril.
Ainda no ano de 2012
O terreiro esta fechado para reformas e no ano de 2013 terá a reinauguração do terreiro, com Futuras festas.